# Meteoroide radente del 13 ottobre 1990

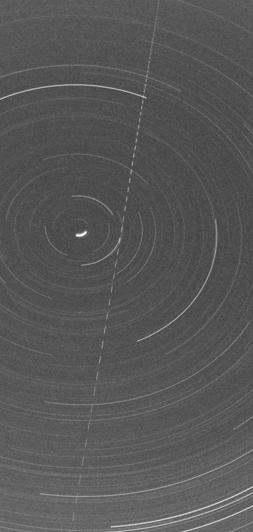
Immagine del cielo nella quale si vede la traccia del meteoroide del 13 ottobre 1990, acquisita dal vulcano estinto Červená hora, sui monti Nízký Jeseník nell'allora Cecoslovacchia.

Il 13 ottobre 1990, il meteoroide EN131090, con una massa stimata di 44 kg, entrò nell'atmosfera terrestre sopra la Cecoslovacchia e la Polonia e, dopo pochi secondi, ritornò nello spazio. Le osservazioni di simili eventi sono piuttosto rare; questo fu il secondo osservato con strumenti scientifici astronomici (dopo il Grande bolide diurno del 1972) e il primo registrato da due diverse posizioni, che permisero il calcolo di molte caratteristiche orbitali del meteoroide. L'incontro con la Terra cambiò significativamente la sua orbita e, in misura minore, alcune delle sue caratteristiche fisiche (la massa e la struttura dello strato esterno).

## Osservazioni
Le osservazioni visive dell'evento furono segnalate da tre osservatori cechi indipendenti: l'astronomo Petr Pravec, Pavel Klásek, e Lucie Bulíčková. Secondo il loro rapporto, l'evento ebbe inizio alle 03:27:16±3 UT e il meteoroide luminoso osservato si stava muovendo da sud verso nord. Il passaggio lasciò una traccia che fu visibile per 9,8 secondi.
La maggior parte dei dati sull'incontro con l'atmosfera furono acquisiti usando le osservazioni fotografiche provenienti dall'European Fireball Network. Fu il primo evento di questo tipo osservato da fotocamere in due diverse posizioni, a Červená hora e a Svratouch (entrambi nella odierna Repubblica Ceca), che permisero il calcolo delle caratteristiche orbitali del meteoroide attraverso metodi geometrici. Entrambe le fotocamere erano equipaggiate con obiettivi fish-eye.
L'immagine di Červená hora fu in particolar modo preziosa. Registrò la traiettoria del bolide lungo circa 110°, partendo da 51° sopra l'orizzonte meridionale, passando lo zenit a solo 1° verso ovest e scomparendo a 19° sopra l'orizzonte settentrionale (attraversando quindi il 60% del cielo). La sua fotocamera era inoltre equipaggiata con un otturatore rotante che interrompeva l'esposizione 12,5 volte al secondo e divideva la traccia catturata del bolide, permettendo così di determinare la sua velocità. Negli ultimi 4°, la velocità angolare del bolide però era minore della risoluzione dello strumento. L'immagine di Svratouch registrò la traiettoria solo per 15°, con inizio a 30° sopra l'orizzonte nord-ovest, e l'immagine del bolide fu abbastanza fioca. Nonostante questo, i dati furono sufficienti per i calcoli.
Gotfred M. Kristensen rilevò inoltre l'evento a Havdrup, Danimarca, usando un registratore a penna connesso a un ricevitore radio per 78 secondi, alle 03:27:24±6 UT.

## Dati dell'incontro con l'atmosfera

Parte della traiettoria del meteoroide nei cieli della Cecoslovacchia e della Polonia che fu catturata dalle fotocamere dell'European Fireball Network

Il meteoroide sfiorò l'atmosfera terrestre abbastanza gentilmente (in confronto a, per esempio, il Grande bolide diurno del 1972 avvenuto nei cieli degli Stati Uniti e del Canada). Diventò visibile a nord di Uherský Brod, Cecoslovacchia, all'altitudine di 103,7 km, riducendosi a 98,67 km a nordest di Breslavia, Polonia, e scomparendo dalla vista all'altitudine di 100,4 km a nord di Poznań, Polonia. Probabilmente poteva essere ancora visibile fino al raggiungimento dell'altitudine di 110 km al di sopra del Mar Baltico meridionale.
La magnitudine assoluta del bolide (la magnitudine apparente che avrebbe a un'altitudine di 100 km allo zenit dell'osservatore) fu all'incirca di  −6 e non è variata significativamente durante i pochi secondi di osservazione. Percorse una distanza di 409 km in 9,8 secondi durante il tempo di osservazione. Si muoveva a una velocità di 41,74 km/s, che anch'essa non cambiò in modo misurabile durante il volo. Jiří Borovička e Zdeněk Ceplecha dell'Osservatorio di Ondřejov in Cecoslovacchia stimarono che la decelerazione causata dall'attrito dell'atmosfera raggiunse 1,7 m/s2 al perigeo del bolide (il punto più vicino alla Terra), e la sua velocità fu ridotta di solo 0,012 km/s (meno dello 0,03%). Questo corrisponde bene alle simulazioni al computer fornite da D. W. Olson, R. L. Doescher e K. M. Watson della Southwest Texas State University, che conclusero che la decelerazione fu minore di 0,5 m/s2 eccetto per alcuni secondi vicino al perigeo. Questa piccola perdita di velocità, 12 m/s, corrisponde a una perdita di energia cinetica specifica (nel sistema di riferimento della Terra) di 0,5 MJ/kg, che fu convertita in calore (e probabilmente anche suono). La variazione del suo vettore velocità dovuta alla gravità terrestre fu dell'ordine dei chilometri al secondo (vedere #Orbita).
Il software calcolò anche l'istantanea magnitudine apparente a terra del bolide. Il calcolo è incominciato e si è concluso con un'altitudine di 250 km, molto prima o dopo della registrazione dell'European Fireball Network. Inizialmente il meteoroide aveva una magnitudine apparente di +5,7 e è diventato sempre più brillante abbastanza velocemente. Il programma fornì una magnitudine apparente di −5,7 quando osservato da una singola fotocamera e −6,3 al perigeo. Il bolide successivamente si è offuscato, con una magnitudine apparente di −5,4 quando è stato osservato per l'ultima volta e un valore finale calcolato di +6,0 con un'altitudine di 257 km. Questi valori non erano completamente sicuri, poiché il programma utilizzava l'assunzione semplificata che l'efficienza luminosa del bolide non cambiasse durante la traiettoria. La magnitudine apparente iniziale non si discosta molto dai limiti di visibilità dell'occhio nudo. Per esempio, le stelle fioche di magnitudine +6 possono essere osservate solo in aree rurali scure a circa 150 km da grandi città. Questa magnitudine corrisponde a quella apparente di Urano. Nel suo punto più luminoso, il bolide fu molte volte più brillante della massima luminosità di Venere.
| Parametri del bolide  | Inizio          | Perigeo         | Fine                      |
| --------------------- | --------------- | --------------- | ------------------------- |
| Velocità              | 41,74 km/s      | 41,74 km/s      | 41,74 km/s                |
| Altitudine            | 103,7 km        | 98,67 km        | 100,4 km                  |
| Coordinate            | 49°03′N 17°39′E | 51°21′N 17°18′E | 52°40′58.8″N 17°04′01.2″E |
| Magnitudine assoluta  | −5,6            | −6,2            | −6,1                      |
| Magnitudine apparente | −5,7            | −6,3            | −5,4                      |

## Caratteristiche fisiche
Il meteoroide produsse un bolide con curva di luce di tipo I, generato da una condrite ordinaria. Quando entrò nell'atmosfera della Terra la sua massa era di circa 44 kg, che fu stimata sulla base della misure della sua magnitudine assoluta e della velocità. Il bolide perse circa 350 g durante l'incontro. Le simulazioni al computer hanno mostrato che ha incominciato a perder massa approssimativamente nel momento in cui diventò visibile alle camere dell'European Fireball Network, a un'altitudine di 100,6 km. Il meteoroide perse massa per circa 25 secondi, fino a che non ha raggiunto l'altezza di 215,7 km. La sua superficie si è fusa e successivamente si è risolidificata dopo il passaggio, di conseguenza la sua superficie è diventata una tipica crosta di fusione meteorica. Il meteoroide non era pericoloso per la vita sulla Terra. Anche se fosse stato diretto verso le parti inferiori dell'atmosfera, si sarebbe scaldato al tal punto da esplodere in aria e solo qualche piccola particella (meteoriti) alla fine avrebbe potuto raggiungere la superficie terrestre.

## Orbita

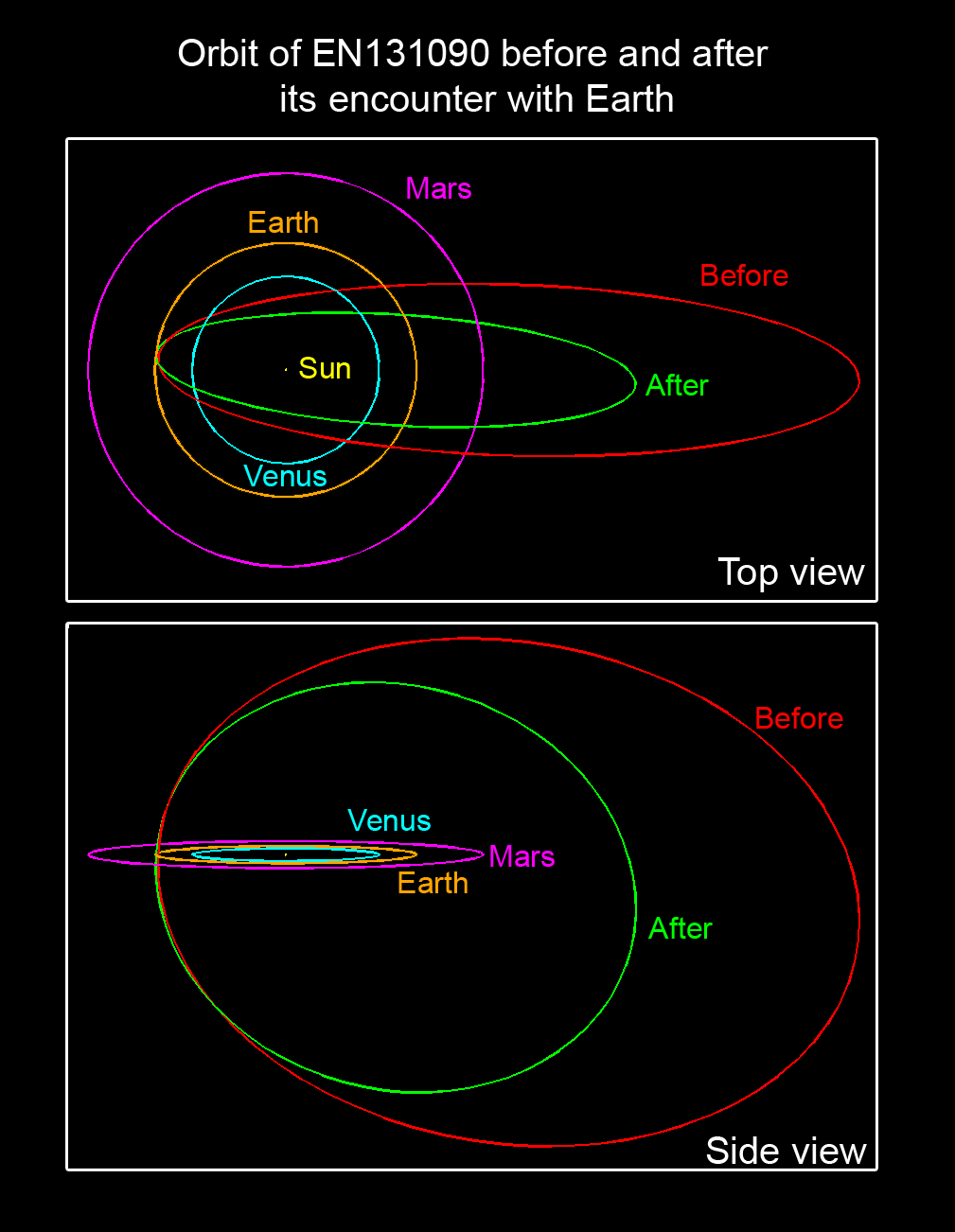
Orbita del meteoroide prima e dopo l'incontro con l'atmosfera terrestre

Poiché il bolide è stato osservato da due differenti camere dell'European Fireball Network, è stato possibile calcolare la traiettoria del suo volo attraverso l'atmosfera, e successivamente anche le caratteristiche dell'orbita nel sistema solare sia prima sia dopo l'incontro. I calcoli furono pubblicati dagli astronomi cechi Pavel Spurný, Zdeněk Ceplecha, e Jiří Borovička dell'Osservatorio di Ondřejov, specializzati in osservazioni di meteoriti. Dimostrarono che il passaggio dalla Terra alterò significativamente l'orbita del meteoroide. Il suo afelio (il punto più lontano dal Sole) e il suo Periodo di rivoluzione furono ridotti a quasi metà dei valori originali. L'oggetto prima di entrare nell'atmosfera terrestre aveva un'orbita con una notevole inclinazione (71°), il passaggio attraverso l'atmosfera terrestre gli ha dato un'inclinazione leggermente maggiore (74°).
| Caratteristiche orbitali        | Prima dell'incontro | Dopo l'incontro    |
| ------------------------------- | ------------------- | ------------------ |
| semiasse maggiore               | 2,72 ± 0,08 AU      | 1,87 ± 0,03 AU     |
| Eccentricità orbitale           | 0,64 ± 0,01         | 0,473 ± 0,009      |
| Perielio                        | 0,9923 ± 0,0001 AU  | 0,9844 ± 0,0002 AU |
| Afelio                          | 4,45 ± 0,15 AU      | 2,76 ± 0,07 AU     |
| Argomento del pericentro        | 9,6 ± 0,1°          | 16,6 ± 0,2°        |
| Longitudine del nodo ascendente | 19,671°             | 19,671°            |
| Inclinazione orbitale           | 71,4 ± 0,2°         | 74,4 ± 0,2°        |
| Periodo di rivoluzione          | 4,5 ± 0,2 anni      | 2,56 ± 0,06 anni   |

All'incirca ogni 2,5 o 2,6 anni, l'oggetto ritorna nel punto del sistema solare dove avvenne l'incontro del 1990, mentre la Terra ci ritorna ogni anno. Non si conosce abbastanza precisamente il periodo per predire quando avverrà il prossimo incontro tra i due corpi celesti.

## Eventi simili
Sebbene passaggi dei meteoroidi nell'atmosfera terrestre siano abbastanza comuni, registrare un simile volo attraverso gli strati superiori dell'atmosfera è abbastanza raro. Probabilmente il primo verificato in modo attendibile fu quello avvenuto il 20 luglio 1860 sopra lo Stato di New York. Il bolide ceco-polacco viene qualche volta comparato al Grande bolide diurno del 1972 apparso nei cieli dello Utah (Stati Uniti) e Alberta (Canada) che fu il primo di questi eventi osservato e scientificamente studiato. Il bolide del 1972 fu più massiccio di tre ordini di grandezza e arrivò a 40 km dalla superficie della Terra. I dati osservati da entrambi hanno permesso di sviluppare un metodo per calcolare la traiettoria radente di tali oggetti, che furono successivamente usati per un altro meteoroide, osservato il 29 marzo 2006 sopra al Giappone.